# Cantonul Bannalec
Cantonul Bannalec este un canton din arondismentul Quimper, departamentul Finistère, regiunea Bretania, Franța.

## Comune
- Bannalec (reședință)
- Melgven
- Le Trévoux